# Strindheim Fotball
Strindheim Fotball är fotbollssektionen i sportklubben Strindheim IL i Trondheim, Norge som spelar sina hemmamatcher på Myra Stadion. Laget spelade i Norges högsta division 1984 och 1995, och föll ur båda gångerna.

### Fotnoter
1. ↑  ”Norwegian first division 1984” (på engelska). RSSSF Norway. http://www.rsssf.no/1984/First.html. Läst 29 september 2017.
2. ↑  ”Norwegian premier division 1995” (på engelska). RSSSF Norway. http://www.rsssf.no/1995/Premier.html. Läst 29 september 2017.